# Молден (Міссурі)
Молден (англ. Malden) — місто (англ. city) в США, в окрузі Данкін штату Міссурі. Населення — 3706 осіб (2020).

## Географія
Молден розташований за координатами 36°35′27″ пн. ш. 89°58′43″ зх. д. / 36.59083° пн. ш. 89.97861° зх. д. (36.590930, -89.978619).  За даними Бюро перепису населення США в 2010 році місто мало площу 19,50 км², з яких 19,49 км² — суходіл та 0,00 км² — водойми.

### Клімат
| Клімат : Молден       | Клімат : Молден | Клімат : Молден | Клімат : Молден | Клімат : Молден | Клімат : Молден | Клімат : Молден | Клімат : Молден | Клімат : Молден | Клімат : Молден | Клімат : Молден | Клімат : Молден | Клімат : Молден | Клімат : Молден |
| Показник              | Січ.            | Лют.            | Бер.            | Квіт.           | Трав.           | Черв.           | Лип.            | Серп.           | Вер.            | Жовт.           | Лист.           | Груд.           | Рік             |
| Середній максимум, °C | 6,1             | 8,9             | 15,0            | 21,1            | 26,1            | 31,1            | 32,8            | 31,7            | 28,3            | 22,2            | 15,0            | 7,8             | 21,1            |
| Середній мінімум, °C  | −3,9            | −1,7            | 3,3             | 8,9             | 14,4            | 18,9            | 21,1            | 20,0            | 15,6            | 8,3             | 3,3             | −1,7            | 8,9             |
| Норма опадів, мм      | 81              | 84              | 119             | 109             | 119             | 89              | 94              | 69              | 91              | 74              | 102             | 104             | 1135            |
| --------------------- | --------------- | --------------- | --------------- | --------------- | --------------- | --------------- | --------------- | --------------- | --------------- | --------------- | --------------- | --------------- | --------------- |
| Джерело: Weatherbase  |                 |                 |                 |                 |                 |                 |                 |                 |                 |                 |                 |                 |                 |

## Демографія
Згідно з переписом 2010 року, у місті мешкало 4275 осіб у 1780 домогосподарствах у складі 1109 родин. Густота населення становила 219 осіб/км².  Було 2014 помешкання (103/км²).
Расовий склад населення:
| - 71,3 % — білих - 25,1 % — чорних або афроамериканців - 0,4 % — азіатів - 0,3 % — корінних американців |

До двох чи більше рас належало 2,0 %. Частка іспаномовних становила 1,9 % від усіх жителів.
За віковим діапазоном населення розподілялося таким чином: 25,1 % — особи молодші 18 років, 57,7 % — особи у віці 18—64 років, 17,2 % — особи у віці 65 років та старші. Медіана віку мешканця становила 39,4 року. На 100 осіб жіночої статі у місті припадало 87,0 чоловіків;  на 100 жінок у віці від 18 років та старших — 77,8 чоловіків також старших 18 років.
Середній дохід на одне домашнє господарство  становив 34 627 доларів США (медіана — 26 596), а середній дохід на одну сім'ю — 41 963 долари (медіана — 34 083). За межею бідності перебувало 23,8 % осіб, у тому числі 24,8 % дітей у віці до 18 років та 25,1 % осіб у віці 65 років та старших.
Цивільне працевлаштоване населення становило 1655 осіб. Основні галузі зайнятості: освіта, охорона здоров'я та соціальна допомога — 35,0 %, мистецтво, розваги та відпочинок — 14,7 %, виробництво — 11,2 %, роздрібна торгівля — 8,5 %.